# 2024年世界水泳選手権モザンビーク選手団
2024年世界水泳選手権モザンビーク選手団は、2024年2月2日から2月18日までカタールのドーハで開催された第21回世界水泳選手権のモザンビーク選手団、およびその競技結果。

## 選手団
- 人員: 選手 4人

## 選手名簿・結果
| 選手                 | 種目                 | 予選      | 予選 | 準決勝   | 準決勝   | 決勝     | 決勝     |
| 選手                 | 種目                 | 結果      | 順位 | 結果     | 順位     | 結果     | 順位     |
| -------------------- | -------------------- | --------- | ---- | -------- | -------- | -------- | -------- |
| カイオ・ロボ         | 男子200m平泳ぎ       | 2分29秒27 | 34位 | 予選敗退 | 予選敗退 | 予選敗退 | 予選敗退 |
| カイオ・ロボ         | 男子200m個人メドレー | 2分15秒55 | 37位 | 予選敗退 | 予選敗退 | 予選敗退 | 予選敗退 |
| マチュー・ローレンス | 男子50m平泳ぎ        | 29秒01    | 41位 | 予選敗退 | 予選敗退 | 予選敗退 | 予選敗退 |
| マチュー・ローレンス | 男子100m平泳ぎ       | 1分04秒75 | 57位 | 予選敗退 | 予選敗退 | 予選敗退 | 予選敗退 |
| アリシア・マテウス   | 女子50m自由形        | 30秒02    | 85位 | 予選敗退 | 予選敗退 | 予選敗退 | 予選敗退 |
| アリシア・マテウス   | 女子100m自由形       | 1分05秒53 | 70位 | 予選敗退 | 予選敗退 | 予選敗退 | 予選敗退 |
| デニス・ドネリ       | 女子50m背泳ぎ        | 32秒21    | 47位 | 予選敗退 | 予選敗退 | 予選敗退 | 予選敗退 |
| デニス・ドネリ       | 女子50mバタフライ    | 30秒69    | 46位 | 予選敗退 | 予選敗退 | 予選敗退 | 予選敗退 |